# MORM-Syndrom
Das MORM-Syndrom, Akronym für Mentale Retardierung, rumpfbetonte Obesitas (Stammfettsucht), Retinale Dystrophie und Mikropenis, ist eine sehr seltene angeborene Erkrankung mit den namensgebenden Hauptmerkmalen.
Die Erstbeschreibung stammt aus dem Jahre 2006 durch die britischen Ärzte David J. Hampshire, Mohammed Ayub, Kelly Springell und Mitarbeiter.

## Verbreitung
Die Häufigkeit ist nicht bekannt, bislang wurden 14 Betroffene einer Familie beschrieben. Die Vererbung erfolgt autosomal-rezessiv.

## Ursache
Der Erkrankung liegen Mutationen im INPP5E-Gen auf Chromosom 9 Genort q34.3 zugrunde, welches für eine Inositol Polyphosphate-5-Phosphatase kodiert.
Dieses Gen ist auch beim Joubert-Syndrom Typ I betroffen.

## Klinische Erscheinungen
Klinische Kriterien sind:
- Geistige Retardierung
- Stammfettsucht
- Netzhautdystrophie
- Mikropenis

## Differentialdiagnose
Abzugrenzen sind das Laurence-Moon-Biedl-Bardet-Syndrom und das Cohen-Syndrom.